# Лотатники
Лотатники (укр. Лотатники) — село в Стрыйской городской общине Стрыйского района Львовской области Украины.
Население по переписи 2001 года составляло 328 человек. Занимает площадь 3,556 км². Почтовый индекс — 82460. Телефонный код — 3245.